# Illatos ibolya
Az illatos ibolya (Viola odorata), népies nevén: lila ibolya, violetta, vénuszvirág vagy bájos ibolya az ibolyafélék (Violaceae) családjának Viola nemzetségébe tartozó évelő növény, Európában és Ázsiában őshonos, de Észak-Amerikában is elterjedt.

## Leírása
Gyöktörzséből indák fejlődnek. Levelei tőlevelek, szíves vállúak, kerekdedek. A virágok tőkocsányon fejlődnek, sarkantyúsak. Termése tok, mely pelyhes szőrzettel borított.
Illatos, fehér, vagy lila virágai tavasz közepéig nyílnak. 

## Alfajok
- Viola odorata subsp. stolonifera J. Orell & A. Romo[1]
- Viola odorata subsp. wiedemanni (Boiss.) Kupf.[2] – virágai nagyobbak, sötétebbek;

## Felhasználása
Kandírozhatjuk, sütemények, szirupok,  pudingok, jégkrémek, saláták díszítésére, illatosításra használhatjuk.
Virágából az egyik legdrágább illóolajat vonják ki.

### Gyógyászati
A középkorban a fekélyek borogatására használták, fontos volt sebgyógyító  hatása is.
Drogja gyöktörzse, levele, ritkán virága. Hatóanyagai triterpénvázas szaponinok és szalicilsav származékok. Köptetőként légcső- és hörghurut kezelésében használatos. 
Friss, vagy szárított virágának szörpje, vagy forrázata enyhe hashajtó, hörghurut, köhögés, álmatlanság, fejfájás elleni teákban alkotórészként vagy idegnyugtató, köptető, izzasztószerként is használható.[forrás?]
A 12.században írt könyv az illatos ibolyát az ,,erős menstruációs vérzés " esetén ajánlja, és azt javasolja hogy a heveny betegségek következtében fellépő lázat a beteg a májkörnyéki terület, a pulzuspontok, a halánték, a tenyér és a talp olajjal történő kenegetésével orvosolja.

### Dísznövényként
Félárnyékos helyre ültethető tavaszi dísznövény. Kékeslila, rózsaszínű, egészen fehér virágú fajtái ismertek.
|  |  |  |

### Egyéb
Az illatszer- és kozmetikai ipar szintetikus anyagokat használ fel az ibolyaillatú termékekben.
Növekedése:
Örökzöld, évelő növény, részleges árnyékban is nő,de igazából sok napfényt és nedves, de jó vízelvezetésű talajt igényel. Tavaszszal és enyhe téli időjárás esetén virágzik.
Begyűjtése:
Száraz napon érdemes begyűjteni virágait, amikor azok a legillatosabbak.